# Данвил (Илиноис)
Данвил (енгл. Danville) град је у америчкој савезној држави Илиноис. По попису становништва из 2010. у њему је живело 33.027 становника.

## Демографија
Према попису становништва из 2010. у граду је живело 33.027 становника, што је 877 (2,6%) становника мање него 2000. године.
| Група             | 2000.          | 2010.          |
| Белци             | 23.140 (68,3%) | 19.626 (59,4%) |
| Афроамериканци    | 8.261 (24,4%)  | 9.963 (30,2%)  |
| Азијати           | 406 (1,2%)     | 399 (1,2%)     |
| Хиспаноамериканци | 1.549 (4,6%)   | 2.154 (6,5%)   |
| Укупно            | 33.904         | 33.027         |